# Пишнюк Тетяна Володимирівна
Тетяна Володимирівна Пишнюк (народилася 24 серпня 1962 року в селі Івановичі, Червоноармійського (нині Пулинського) району, на Житомирщині) — українська письменниця. Член Національної спілки письменників України (з 27.05.2002 року), голова Київської організації НСПУ (з 27.02.2024 року). Перший заступник Голови НСПУ. Вдова поета, драматурга, прозаїка, громадського діяча Василя Фольварочного.

## Життєпис
У 1979 році закінчила Івановицьку середню школу, 1994-го – Київський інститут культури та мистецтв за фахом режисури.
У 1986—1989 рр. працювала інспектором Червоноармійського відділу культури. З 1989 року  по 1995 викладала народознавство у Червоноармійській середній школі, збирала поліський фольклор, публікувала в українських газетах та журналах статті про народознавчі дослідження.
Останні 14 років працювала  в органах виконавчої влади (Кабінет Міністрів України, Адміністрація Президента України). Нині працює в апараті НСПУ.
Письменниця працює в жанрі поезії та прози. Твори Тетяни Пишнюк пізнавальні, насамперед в царині Духу. Романи водночас – психологічні й езотерико-філософські. Авторка бачить шлях до щастя – як через віру і любов, так і через пошук та пошанування свого пракореня і злиття з природою.
Ряд поезій Т. Пишнюк покладені на музику: «Там за селом джерела б’ють» (Вікторія Демченко), «Руда панна» (Сергій Лазо), «Мамині рушники» (Володимир Волонтир) та інший варіант Ольги Пеконіс – ця пісня стала візитівкою хору хлопчиків і юнаків Мукачівської хорової школи, з якою вони об’їздили всю Україну та зарубіжжя.
За поетичними та прозовими творами Тетяни Пишнюк створено десятки радіопередач. Вона частий гість у закладах освіти та культури. Найважливішою темою розмов на зустрічах із читачами є тема духовного збагачення українців та патріотичного виховання молоді, з якої має початися справжня духовна нація.        

## Твори
Є автором збірок поезій:
- «Поволі вмирає ніч»,
- «Музика самотньої печалі»,
- «Сунична оскомина»[3] та

автором  романів:
- «Дорога з вибоїнами»,
- «Озирнутися вперед»[4],
- «Кацапочка»[5],
- «Гра в королеву»[6].
- "Божа вивірка",
- "Остання зарубка".

Вірші Тетяни Пишнюк увійшли до антології «Сама. Антологія сучасної української жіночої поезії» , до антології сучасної поезії "Помежи словом і століттями", до антології європейського верлібру "Вільний вітер" /"Волен вятьр" в перекладі болгарською мовою, до двомовного видання «Гравітація взаємності. Антологія сучасної української поезії / Grawitacja wzajemności. Antologia współczesnej poezji ukraińskiej» в перекладі польською мовою.

## Галерея

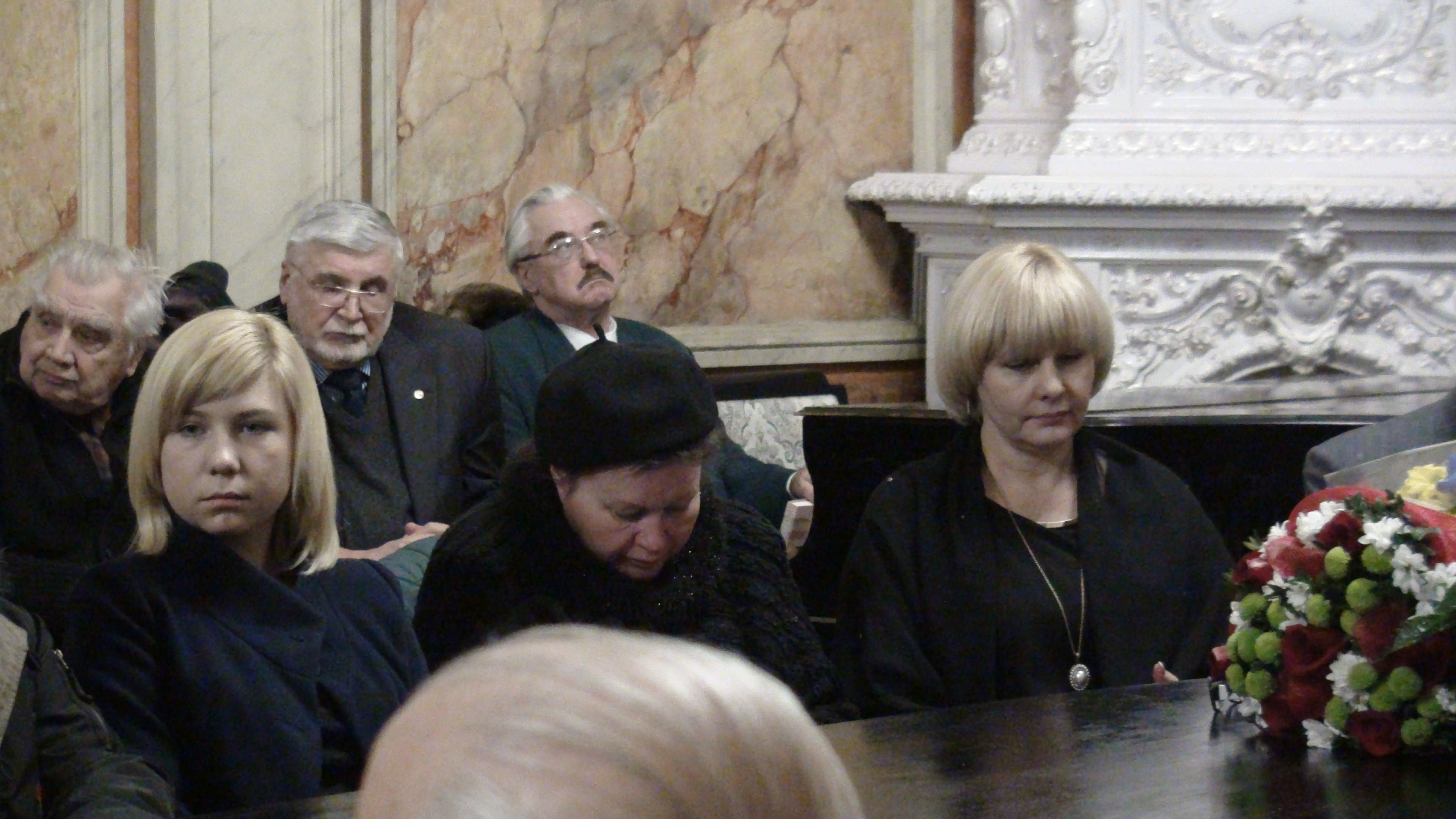
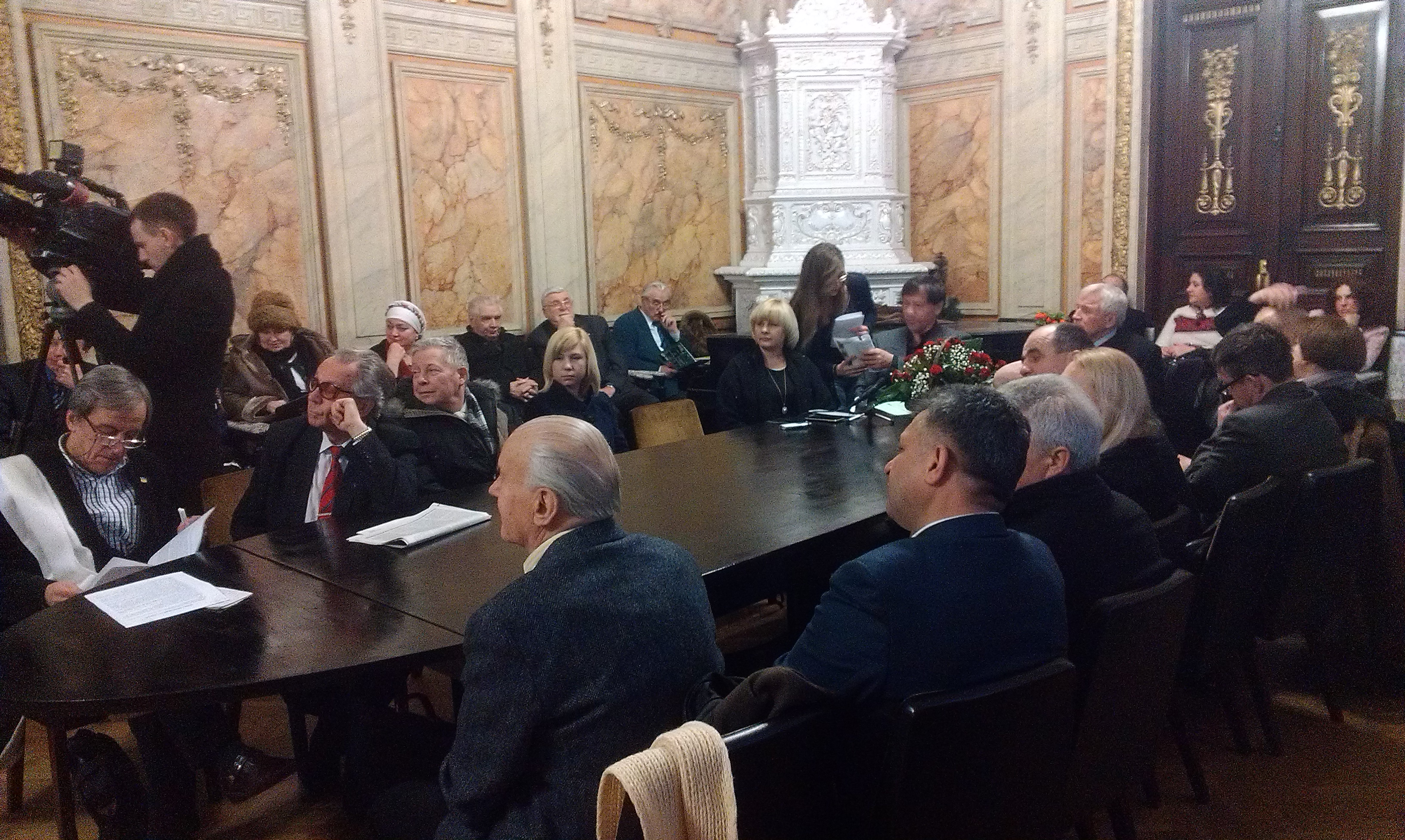
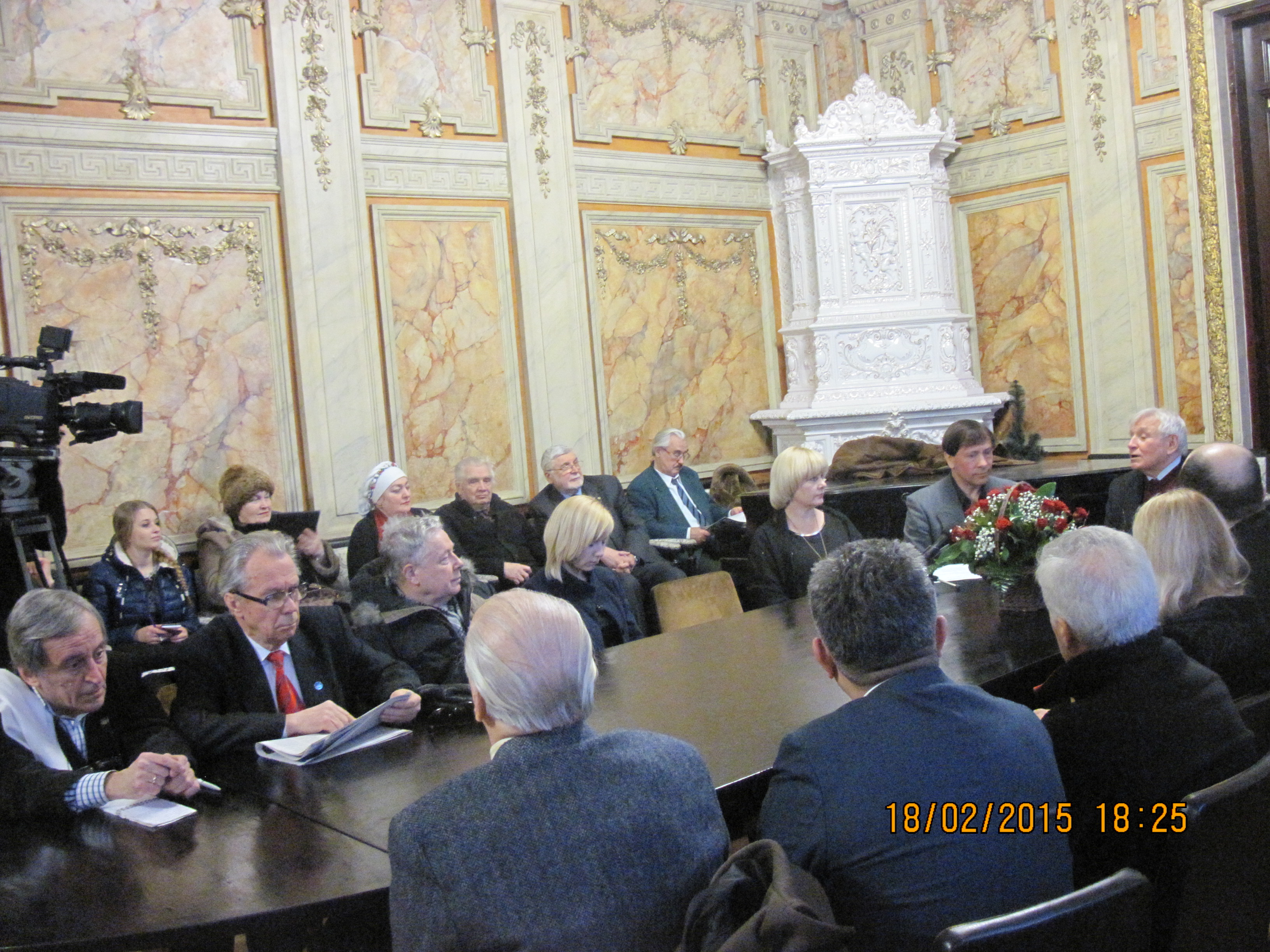
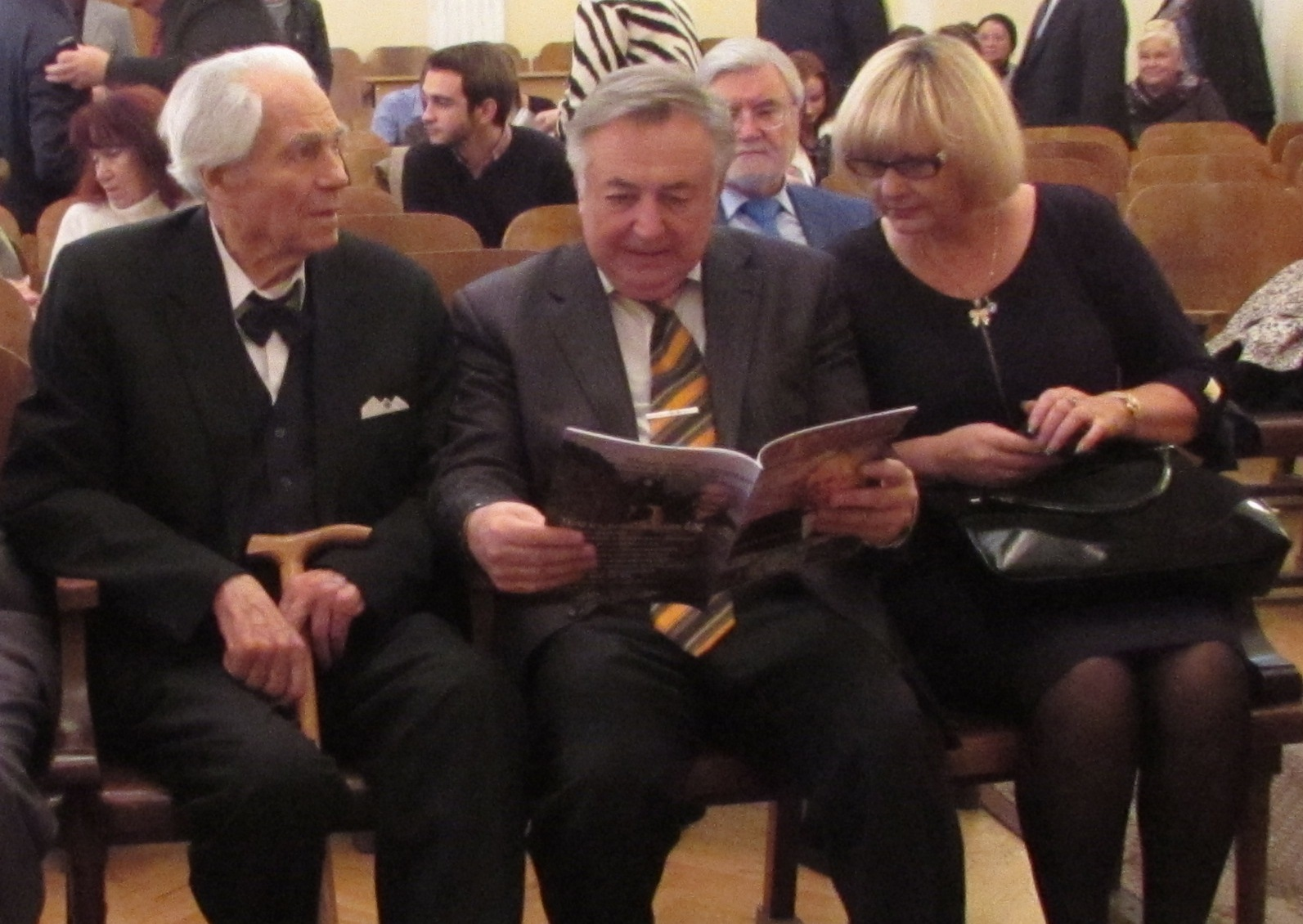